# Димитрий (Шарбак)
Епи́скоп Дими́трий (араб. الأُسقُف ديمتري‎, в миру Жихад Самаан Шарбак, фр. Jihad Samaan Charbak; 21 июня 1970, Латакия) — епископ Антиохийской православной церкви, епископ Сафитский, викарий Аккарской митрополии.

## Биография
В 1992 году кончил Тишринский университет, получив степень бакалавра в области гражданского строительства.
В 2000 году был рукоположён в сан диакона, а в 2001 году — сан священника с возведением в сан архимандрита.
В 2001 году окончил Богословском институте святого Иоанна Дамаскина в Баламанде, который окончил со степенью магистратура богословия. В 2006 году получил докторскую степень получил докторскую степень по экуменическим исследованиям в Университете Аристотеля в Салониках.
Вернулся в Сирию и два года служил в Алеппской митрополии. Затем, в 2008 году, митрополит Аккарский Василий (Мансур) назначил его своим эпитропом в Сафите.
На прошедшем 21-23 июня 2011 года заседании Священного Синода Антиохийской Православной Церкви был избран викарием Аккарской епархии с титулом «Сафитский». 17 июля 2011 года был хиротонисан во викарного епископа Сафитского. Хиротонию совершили: Патриарх Антиохийский Игнатий (Хазим), митрополит Мексиканский Антоний (Шедрауи), митрополит Тиросидонский Илия (Кфури), митрополит Хомский Георгий (Абу-Захам), митрополит Сан-Паульский Дамаскин (Мансур), митрополит Аккарский Василий (Мансур), митрополит Европейский Иоанн (Язиджи), митрополит Бострийский Савва (Эсбер), митрополит Алеппский Павел (Язиджи), епископ Дарайский Моисей (Хури), епископ Каррский Гаттас (Хазим), епископ Игнатий (Самаан), епископ Апамейский Исаак (Баракат) и епископ Николай (Баалбаки).
C 2012 года преподавал историю экуменизма в Богословском институте святого Иоанна Дамаскина. Активно участвовал во внешней деятельности своего патриархата, в частности в области межправославных, межхристианских и межрелигиозных отношений.